# Оризаба
Оризаба (шп. Pico de Orizaba) или Ситлалтепетл (нaвт. Citlaltépetl) је највиши планински врх у Мексику и трећи по висини врх у Северној Америци, са надморском висином од 5.747 м.
Овај стратовулкан налази се на крајњем источном делу Трансмексичког вулканског појаса, на административној граници између савезних држава Пуебла и Веракруз. Последња ерупција десила се средином 19. века, тако да се Оризаба сматра активним вулканом у стању мировања. Са релативном висином од 4.922 метра Оризаба је други по величини вулкански врх у свету после Килиманџара.